# Grundel

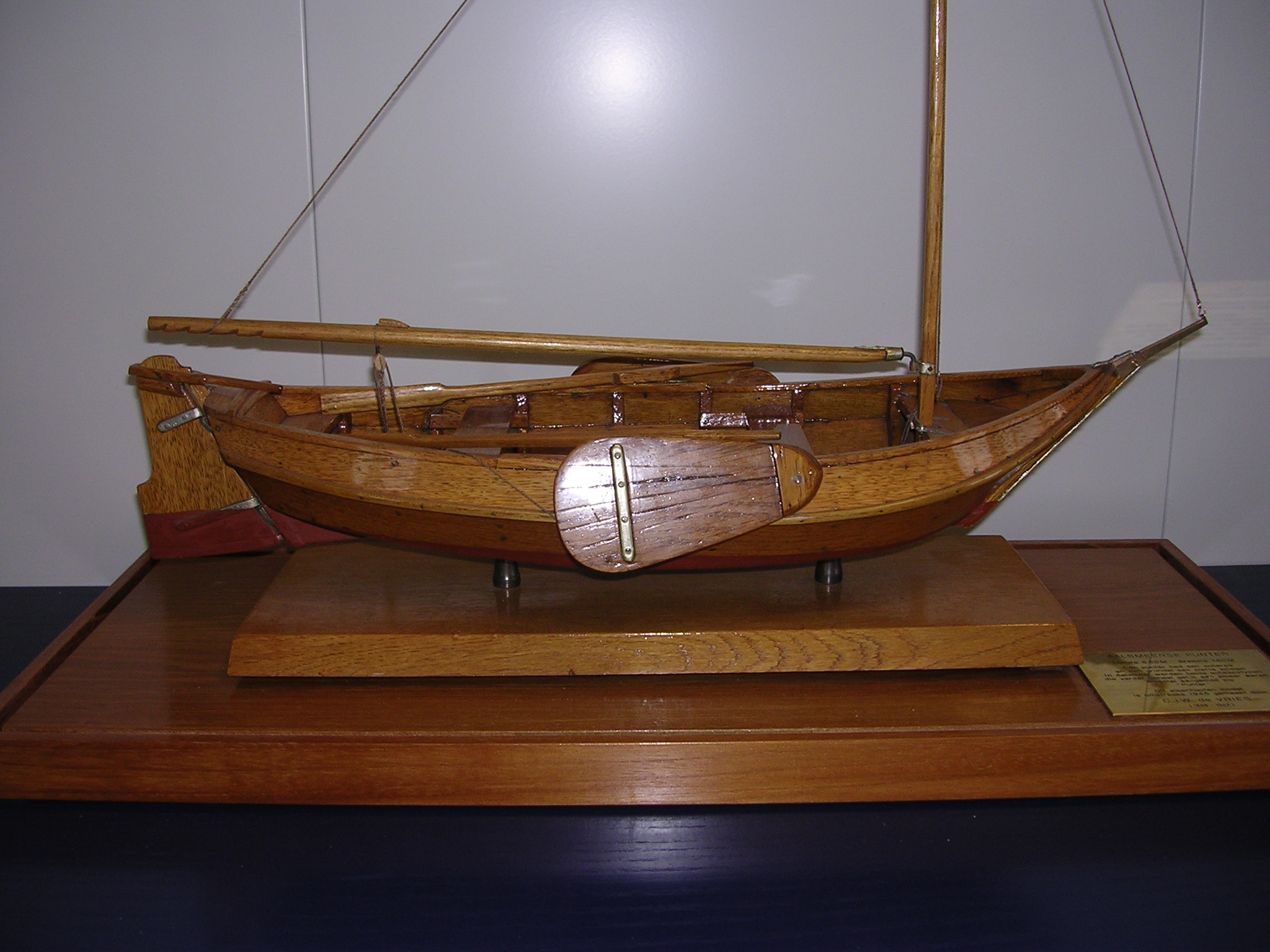
Grundel (model)

De grundel is een Nederlands type platbodem (zeilschip).

## Oorsprong
Om duidelijk te maken wat een grundel eigenlijk is, moeten we even de kenmerken van een punter weergeven. Een punter was een houten vaartuigje met een lengte van ongeveer een meter of vijf. Zowel de voor- als de achterstevens waren scherp gebouwd, ze liepen dus puntig toe. Dit oude scheepstype kwam in verschillende streken in Nederland voor, o.a. in en rond Giethoorn en Aalsmeer.
Eeuwenlang werd de punter op het Haarlemmermeer en op de verschillende plassen elders in Nederland gebruikt door vissers, boeren en tuinders. Daarom werd een punter in Aalsmeer dikwijls simpel aangeduid als "landschuit", ook wel "grondschuit". Er moest een flinke berg- en werkruimte in zijn, bovendien moest het goed tegen de vrij holle golfslag van de veenplassen zijn opgewassen.
Langzaam maar zeker werd de punter echter vervangen door de grundel. Deze boot had eigenlijk precies dezelfde vorm, alleen was de achtersteven niet meer scherp maar plat. Waarschijnlijk is de oorzaak van deze verandering geweest dat grundels iets makkelijker te bouwen waren en dus goedkoper geleverd konden worden. Ook de droogmaking van het grote Haarlemmermeer na 1850 schijnt deze ontwikkeling versneld te hebben. Uit een publicatie van 1927 blijkt dat de punters in Aalsmeer toen eigenlijk al niet meer voorkwamen. De landschuit was een grundel geworden.
De naam “punter” was echter bij de bewoners en de scheepsbouwers zó ingeburgerd dat bijna iedereen in Aalsmeer de grundel steeds “punter” bleef noemen. In de loop van de twintigste eeuw werden steeds vaker grundels als klein zeiljacht gebouwd. Eerst van hout, later ook van staal. De afmetingen konden daardoor ook steeds groter worden. Jan Lunenburg van de Stichting Oud Aalsmeer heeft veel onderzoek gedaan naar de traditionele punters en grundels. In verschillende publicaties heeft hij daaraan bekendheid gegeven.

## Vorm en bouw
De grundel heeft een vlakke bodem, die voor en achter iets oploopt. De spanten, kurven genoemd, zijn hoekig van vorm. Deze kurven zijn, evenals de dwarsscheepse bodemplanken, met houten pennen op de bodemdelen of gangen bevestigd.
Het schip heeft een rechte, tamelijk overhangende voorsteven, met stevig ijzerbeslag versterkt.
Van onderen vormt de steven een kleine loefbijter. De kop loopt hoog op en heeft tussen de dwarsverbindingen een opening waarin de kruistok bij het kruien langs de dijksloten gestoken werd.
De mastkoker stond voorin, in de mastbank of plecht. De mast was niet gestaagd en van onder voorzien van een rondgaande ijzeren ring met oog waarin de haak van de giek, de "gei" genoemd, rust. De gei had van achteren een houten tandlijstje, de zogenaamde "hanenkam". Deze diende om de lus van het zeil te kunnen versteken als het zeil gereefd werd. Het zeil was een torenzeil en had geen reven. Als er gereefd moest worden, lichtte men de lus van de gei en draaide het zeil een of meerdere malen om de mast. Dit was een oude manier van reven, erg eenvoudig en bijzonder effectief.
De roeibank bevond zich ongeveer 1/3 van de lengte van voor af. De riemen of roeispanen waren stok- of bladriemen, die rustten en draaiden in dollen. De zwaarden waren lang en niet erg breed, soms was er maar één zwaard. Dit hing en draaide dan aan een haaks omgesmeed ijzer dat in de boot geplaatst werd. Ging men overstag, dan werd het zwaard over het andere boord gehangen.
Het diepste punt van de grundel lag ongeveer 2/5 van voren af. Hier werd tussen de bodemdubbeling een opening gelaten die van onder beslagen was met een stuk zink. Dit was het hoosgat of kesp. Het uithozen van het water gebeurde met een houten hoosvat of schepper. De spiegel was zeshoekig, van boven iets rond. Onder de achterbank werd een kistje of lade schuifbaar opgehangen. De oude grundels voerden geen fok, die schijnt pas omstreeks 1910 in gebruik gekomen te zijn.
Vooral de Aalsmeerse kwekers gebruikten de grundel als roei- of zeilboot. Er zijn later veel motorgrundels met binnenmotor gebouwd, maar dikwijls in grotere afmetingen. Een “punterjacht” was vaak voorzien van een kajuit en getuigd met een bezaantuig voor de pleziervaart. Op de oude scheepswerven in Aalsmeer van Van Dam en C.J.W. de Vries werden tot ongeveer 1940 veel grundels gemaakt. Eén grundel van De Vries bevindt zich nog op de werf in het Nederlands Openluchtmuseum in Arnhem. Ook in de collectie van het Zuiderzeemuseum komt een grundel met bun voor, die in 1928 is vervaardigd door De Hartog uit Buiksloot. Een ander exemplaar is te vinden in de Historische tuin in Aalsmeer. Op de foto is een model van een grundel te zien die gemaakt is door C.J.W. de Vries.
Een afgeleide van de grundel is de Baarda zeegrundel. Een belangrijk verschil met de grundel is de rompvorm wegens het ver naar achteren geplaatste grootspant. Het voorschip heeft hierdoor een V-vorm gekregen en kan zodoende niet meer volledig als platbodem worden aangemerkt.